# Coupe du Portugal de football 2023-2024
Navigation
Coupe du Portugal 2022-2023 Coupe du Portugal 2024-2025
La Coupe du Portugal de football 2023-2024 ou Taça de Portugal 2023-2024 en portugais, est la 84e édition de la Coupe du Portugal de football.
La compétition débute avec les matches du premier tour le 10 septembre 2023 et se termine avec la finale le 26 mai 2024 au Stade national du Jamor à Oeiras.
Le vainqueur se qualifie pour la phase de ligue de la Ligue Europa 2024-2025.

## Format
Au total, 146 équipes s'affronteront dans la Coupe du Portugal 2023-2024 : 

- 18 équipes de Liga Portugal Betclic
- 16 équipes de Liga Portugal 2 SABSEG
- 18 équipes de Liga 3
- 53 équipes du Campeonato de Portugal
- 41 équipes des Ligues de districts de football du Portugal

Note : les équipes "B" ne participent pas à la Coupe du Portugal.
| Tour                       | Clubs restants | Clubs impliqués | Vainqueur du tour précédent | Nouvelles entrées dans ce tour | Ligues entrantes dans ce tour                                                                                            |
| -------------------------- | -------------- | --------------- | --------------------------- | ------------------------------ | --- |
| Premier Tour               | 146            | 72+40           | aucun                       | 112                            | Liga 3 (3e) : 18 clubs Campeonato de Portugal (4e) : 53 clubs Ligues de districts de football du Portugal (5e): 41 clubs |
| Deuxième Tour              | 110            | 92              | 36+40                       | 16                             | Liga Portugal 2 SABSEG (2e) : 16 clubs                                                                                   |
| Trente-deuxièmes de finale | 64             | 64              | 46                          | 18                             | Liga Portugal Betclic (1re) : 18 clubs                                                                                   |
| Seizièmes de finale        | 32             | 32              | 32                          | aucun                          | aucun |
| Huitièmes de finale        | 16             | 16              | 16                          | aucun                          | aucun |
| Quarts de finale           | 8              | 8               | 8                           | aucun                          | aucun |
| Demi-finales               | 4              | 4               | 4                           | aucun                          | aucun |
| Finale                     | 2              | 2               | 2                           | aucun                          | aucun |

## Équipes
| - FC Arouca - SL Benfica - Boavista FC - SC Braga - Casa Pia AC - GD Chaves - GD Estoril-Praia - CF Estrela da Amadora - SC Farense | - FC Famalicão - Gil Vicente FC - Moreirense FC - FC Porto - Portimonense SC - Rio Ave FC - Sporting CP - Vitória SC - FC Vizela |

| - Académico de Viseu FC - AVS Futebol SAD - CF Os Belenenses - CD Feirense - Länk FC Vilaverdense - Leixões Sport Club - Clube Desportivo de Mafra - CS Marítimo | - CD Nacional - UD Oliveirense - FC Paços de Ferreira - Futebol Clube de Penafiel - CD Santa Clara - CD Tondela - Sport Clube União Torreense - UD Leiria |

| \| Groupe A - Anadia FC - CF Canelas 2010 - AD Fafe - FC Felgueiras - Lusitânia FC - AD Sanjoanense - CD Trofense - SC Vianense - Varzim SC \| Groupe B - SU 1º Dezembro - Académica de Coimbra - FC Alverca - Amora FC - Atlético Clube de Portugal - Caldas SC - Sporting Clube da Covilhã - Oliveira do Hospital - CA Pêro Pinheiro \| | |
| Groupe A - Anadia FC - CF Canelas 2010 - AD Fafe - FC Felgueiras - Lusitânia FC - AD Sanjoanense - CD Trofense - SC Vianense - Varzim SC | Groupe B - SU 1º Dezembro - Académica de Coimbra - FC Alverca - Amora FC - Atlético Clube de Portugal - Caldas SC - Sporting Clube da Covilhã - Oliveira do Hospital - CA Pêro Pinheiro |

### Campeonato de Portugal
| Série A - AD Camacha - AD Os Limianos - Brito SC - C.D.C Montalegre - Dumiense FC - FC Tirsense - Os Sandinenses - Pevidém SC - FC Portosantense - Ribeirão Fc - SC Mirandela - SC Vila Real - GD Vilar de Perdizes | Série B - AC Vila Meã - AC Lamelas - AD Marco 09 - Amarante FC - CF Oliveira Douro - Florgrade FC - Gondomar SC - Rebordosa AC - SC Salgueiros - SC Beira-Mar - SC São João de Ver - USC Paredes - Valadares Gaia FC | Série C - AC Marinhense - Sport Benfica e Castelo Branco - CD Gouveia - CD Rabo de Peixe - GD Fontinhas - GD Peniche - CD Vitória Sernache - Mortágua FC - Lusitânia SC - Sertanense FC - União de Santarém - União 1919 - Uniao Tomar | Série D - CF Vasco da Gama Vidigueira - Oriental de Lisboa - FC Barreirense - FC Serpa - GD Fabril - Imortal DC - Juventude Sport Clube - LGC Moncarapachense - Louletano DC - Lusitano GC - O Elvas CAD - Real SC - SU Sintrense - Vitoria Sétubal |

### Ligues de districts de football du Portugal
| Algarve AF - Quarteirense SAD - Padernense Clube Angra do Heroísmo AF - GD Luzense - SC Guadalupe Aveiro AF - ADC Lobão - União de Lamas Beja AF - FC Castrense - ACD Penedo Gordo Braga AF - Santa Maria FC - CD Ponte Bragança AF - ADC Rebordelo - GD Torre Moncorvo | Castelo Branco AF - ADC Proença-a-Nova - ADC Pedrógão de São Pedro Coimbra AF - Os Marialvas - UD Tocha Évora AF - GD Portel - Atlético SC Guarda AF - AD Fornos de Algodres - Os Vilanovense Horta AF - Vitória do Pico - FC Flamengos | Leiria AF - SC Pombal - CCR Alqueidão da Serra Lisbon AF - CD Olivais e Moscavide - AC Malveira Ponta Delgada AF - Clube Operário Desportivo - U. Micaelense Portalegre AF - GDR Gafetense - Os Gavionenses Porto AF - FC Foz - Aliados FC Lordelo | Santarém AF - CD Torres Novas - CD Amiense Setúbal AF - GD Alcochetense - U. Comércio e Indústria Viana do Castelo AF - UD Lanheses - Atlético dos Arcos Vila Real AF - Mondinense FC - SC Régua Viseu AF - Lusitano Vildemoinhos |

## Premier Tour
Le premier tour est constitué de 6 séries de 12 clubs.
 Les 36 vainqueurs des rencontres qui ont lieu entre le 8 et 11 septembre 2023, sont qualifiés pour le prochain tour.
| Résultats : Premier tour de la Coupe du Portugal 2023-2024. |

## Deuxième Tour
Entrée en lice des 16 clubs de Liga Portugal 2 SABSEG.
Les 46 vainqueurs des rencontres qui ont lieu entre le 23 et 27 septembre 2023, sont qualifiés pour les trente-deuxièmes de finale.
| Liga Portugal Betclic | Liga Portugal 2 SABSEG | Liga 3 | Campeonato de Portugal | Ligues de districts | Total  |
| --------------------- | ---------------------- | ------ | ---------------------- | ------------------- | ------ |
| Non entrée            | 16/16                  | 14/18  | 47/53                  | 15/41               | 92/146 |

| Résultats : Deuxième tour de la Coupe du Portugal 2023-2024. |

## Troisième tour
Entrée en lice des 18 clubs de Liga Portugal Betclic. Le tirage au sort est effectué le 27 septembre 2023 na Cidade do Futebol à Lisbonne.

Les 32 vainqueurs des rencontres qui ont lieu entre le 19 et 22 octobre 2023, sont qualifiés pour les seizièmes de finale.
| Liga Portugal Betclic | Liga Portugal 2 SABSEG | Liga 3 | Campeonato de Portugal | Ligues de districts | Total  |
| --------------------- | ---------------------- | ------ | ---------------------- | ------------------- | ------ |
| 18/18                 | 15/16                  | 8/18   | 20/53                  | 3/41                | 64/146 |

| Date             | Locaux                      | Score                | Visiteurs                  |
| ---------------- | --------------------------- | -------------------- | -------------------------- |
| 19 octobre 2023  | Rebordosa AC (CP)           | 0 - 2                | SC Braga (LP)              |
| 20 octobre 2023  | Lusitânia SC (CP)           | 1 - 4                | SL Benfica (LP)            |
| 20 octobre 2023  | SC Covilhã (L3)             | 1 - 4                | Portimonense SC (LP)       |
| 20 octobre 2023  | GD Vilar de Perdizes (CP)   | 0 - 2                | FC Porto (LP)              |
| 21 octobre 2023  | CD Santa Clara (LP2)        | 2 - 0 a. p.          | SC Vianense (L3)           |
| 21 octobre 2023  | USC Paredes (CP)            | 2 - 1                | Moreirense FC (LP)         |
| 21 octobre 2023  | CD Nacional (LP2)           | 6 - 1                | SC Mirandela (CP)          |
| 21 octobre 2023  | CD Rabo de Peixe (CP)       | 0 - 2                | Casa Pia AC (LP)           |
| 21 octobre 2023  | Atlético CP (L3)            | 0 - 1                | FC Vizela (LP)             |
| 21 octobre 2023  | AC Vila Meã (CP)            | 0 - 1                | CF Estrela da Amadora (LP) |
| 21 octobre 2023  | AC Malveira (LD)            | 1 - 1 7 - 6 t. a. b. | AD Marco 09 (CP)           |
| 21 octobre 2023  | Leixões SC (LP2)            | 1 - 1 3 - 4 t. a. b. | Vitoria FC (CP)            |
| 21 octobre 2023  | FC Felgueiras (L3)          | 1 - 3                | FC Arouca (LP)             |
| 21 octobre 2023  | Académico de Viseu (LP2)    | 1 - 3                | UD Leiria (LP2)            |
| 21 octobre 2023  | CD Olivais e Moscavide (LD) | 1 - 3                | Sporting CP (LP)           |
| 22 octobre 2023  | SU Sintrense (CP)           | 0 - 5                | GD Estoril-Praia (LP)      |
| 22 octobre 2023  | SCU Torreense (LP2)         | 2 - 1                | Rio Ave FC (LP)            |
| 22 octobre 2023  | CD Mafra (LP2)              | 3 - 1 a. p.          | CD Feirense (LP2)          |
| 22 octobre 2023  | CS Marítimo (LP2)           | 4 - 1                | Mortágua FC (CP)           |
| 22 octobre 2023  | LGC Moncarapachense (CP)    | 1 - 3                | Vitória SC (LP)            |
| 22 octobre 2023  | C.D.C Montalegre (CP)       | 2 - 1                | Pevidém SC (CP)            |
| 22 octobre 2023  | FC Penafiel (LP2)           | 3 - 0                | Santa Maria FC (LD)        |
| 22 octobre 2023  | CD Tondela (LP2)            | 2 - 1                | SU 1º Dezembro (L3)        |
| 22 octobre 2023  | Dumiense FC (CP)            | 1 - 0                | AVS SAD (LP2)              |
| 22 octobre 2023  | Amarante FC (CP)            | 1 - 0                | Académica (L3)             |
| 22 octobre 2023  | CF Canelas 2010 (L3)        | 0 - 0 5 - 3 t. a. b. | GD Chaves (LP)             |
| 22 octobre 2023  | CA Pêro Pinheiro (L3)       | 0 - 0 7 - 8 t. a. b. | FC Serpa (CP)              |
| 22 octobre 2023  | O Elvas CAD (CP)            | 1 - 1 4 - 2 t. a. b. | FC Tirsense (CP)           |
| 22 octobre 2023  | Länk FC Vilaverdense (LP2)  | 3 - 2                | SC Farense (LP)            |
| 22 octobre 2023  | CF Os Belenenses (LP2)      | 1 - 2                | Gil Vicente FC (LP)        |
| 22 octobre 2023  | UD Oliveirense (LP2)        | 1 - 3                | Boavista FC (LP)           |
| 18 novembre 2023 | AD Camacha (CP)             | 0 - 5                | FC Famalicão (LP)          |

Légende : (LP) = Liga Portugal, (LP2) = Liga Portugal 2, (L3) = Liga3

Légende : (CP) = Campeonato de Portugal, (LD) = Ligues de districts

## Seizièmes de finale
Le tirage au sort est effectué le 25 octobre 2023 na Cidade do Futebol à Lisbonne.

Les 16 vainqueurs des rencontres qui ont lieu entre le 24 et 26 novembre 2023, sont qualifiés pour les huitièmes de finale.
| Liga Portugal Bwin | Liga Portugal 2 SABSEG | Liga 3 | Campeonato de Portugal | Ligues de districts | Total  |
| ------------------ | ---------------------- | ------ | ---------------------- | ------------------- | ------ |
| 14/18              | 9/16                   | 1/18   | 7/53                   | 1/41                | 32/146 |

| Date             | Locaux                | Score                | Visiteurs                  |
| ---------------- | --------------------- | -------------------- | -------------------------- |
| 24 novembre 2023 | FC Vizela (LP)        | 2 - 1 a. p.          | CF Estrela da Amadora (LP) |
| 24 novembre 2023 | FC Porto (LP)         | 4 - 0                | C.D.C Montalegre (CP)      |
| 25 novembre 2023 | CF Canelas 2010 (L3)  | 1 - 3                | CS Marítimo (LP2)          |
| 25 novembre 2023 | FC Serpa (CP)         | 0 - 1                | Gil Vicente FC (LP)        |
| 25 novembre 2023 | CD Nacional (LP2)     | 0 - 0 6 - 5 t. a. b. | Casa Pia AC (LP)           |
| 25 novembre 2023 | Portimonense SC (LP)  | 1 - 4                | SC Braga (LP)              |
| 25 novembre 2023 | FC Penafiel (LP2)     | 2 - 1 a. p.          | Vitoria FC (CP)            |
| 25 novembre 2023 | Vitória SC (LP)       | 4 - 1                | Länk FC Vilaverdense (LP2) |
| 25 novembre 2023 | SL Benfica (LP)       | 2 - 0                | FC Famalicão (LP)          |
| 26 novembre 2023 | O Elvas CAD (CP)      | 1 - 1 1 - 4 t. a. b. | CD Santa Clara (LP2)       |
| 26 novembre 2023 | UD Leiria (LP2)       | 5 - 0                | AC Malveira (LD)           |
| 26 novembre 2023 | USC Paredes (CP)      | 0 - 2                | Amarante FC (CP)           |
| 26 novembre 2023 | GD Estoril-Praia (LP) | 2 - 1                | CD Mafra (LP2)             |
| 26 novembre 2023 | SCU Torreense (LP2)   | 1 - 1 2 - 4 t. a. b. | CD Tondela (LP2)           |
| 26 novembre 2023 | Sporting CP (LP)      | 8 - 0                | Dumiense FC (CP)           |
| 26 novembre 2023 | FC Arouca (LP)        | 2 - 2 4 - 3 t. a. b. | Boavista FC (LP)           |

Légende : (LP) = Liga Portugal, (LP2) = Liga Portugal 2, (L3) = Liga3

Légende : (CP) = Campeonato de Portugal, (LD) = Ligues de districts

## Huitièmes de finale
Le tirage au sort est effectué le 29 novembre 2023 na Cidade do Futebol à Lisbonne.

Les 8 vainqueurs des rencontres qui ont lieu entre le 9 et 11 janvier 2024, sont qualifiés pour les quarts de finale.
| Liga Portugal Bwin | Liga Portugal 2 SABSEG | Liga 3 | Campeonato de Portugal | Ligues de districts | Total  |
| ------------------ | ---------------------- | ------ | ---------------------- | ------------------- | ------ |
| 9/18               | 6/16                   | 0/18   | 1/53                   | 0/41                | 16/146 |

| Date            | Locaux                | Score                | Visiteurs         |
| --------------- | --------------------- | -------------------- | ----------------- |
| 9 janvier 2024  | Sporting CP (LP)      | 4 - 0                | CD Tondela (LP2)  |
| 9 janvier 2024  | GD Estoril-Praia (LP) | 0 - 4                | FC Porto (LP)     |
| 10 janvier 2024 | CS Marítimo (LP2)     | 0 - 3                | UD Leiria (LP2)   |
| 10 janvier 2024 | Gil Vicente FC (LP)   | 3 - 1                | Amarante FC (CP)  |
| 10 janvier 2024 | FC Vizela (LP)        | 1 - 0                | FC Arouca (LP)    |
| 10 janvier 2024 | SL Benfica (LP)       | 3 - 2                | SC Braga (LP)     |
| 11 janvier 2024 | CD Santa Clara (LP2)  | 1 - 1 4 - 2 t. a. b. | CD Nacional (LP2) |
| 11 janvier 2024 | Vitória SC (LP)       | 1 - 0                | FC Penafiel (LP2) |

Légende : (LP) = Liga Portugal, (LP2) = Liga Portugal 2, (CP) = Campeonato de Portugal

## Quarts de finale
Le tirage au sort est effectué le 15 janvier 2024 na Cidade do Futebol à Lisbonne.

Les 4 vainqueurs des rencontres qui ont lieu entre le 7 et 8 février 2024, sont qualifiés pour les demi-finales.
| Liga Portugal Bwin | Liga Portugal 2 SABSEG | Liga 3 | Campeonato de Portugal | Ligues de districts | Total |
| ------------------ | ---------------------- | ------ | ---------------------- | ------------------- | ----- |
| 6/18               | 2/16                   | 0/18   | 0/53                   | 0/41                | 8/146 |

| Date            | Locaux               | Score | Visiteurs           |
| --------------- | -------------------- | ----- | ------------------- |
| 7 février 2024  | UD Leiria (LP2)      | 0 - 3 | Sporting CP (LP)    |
| 8 février 2024  | Vitória SC (LP)      | 3 - 1 | Gil Vicente FC (LP) |
| 8 février 2024  | FC Vizela (LP)       | 1 - 2 | SL Benfica (LP)     |
| 29 février 2024 | CD Santa Clara (LP2) | 1 - 2 | FC Porto (LP)       |

Légende : (LP) = Liga Portugal, (LP2) = Liga Portugal 2, (CP) = Campeonato de Portugal

## Demi-finales
Les matchs aller se déroulent, l'un le 29 février et l'autre le 3 avril.
Les matchs retour se déroulent, l'un le 2 avril et l'autre en 17 avril.
| Équipe      | Aller | Total | Retour | Équipe     |
| ----------- | ----- | ----- | ------ | ---------- |
| Sporting CP | 2 - 1 | 4 - 3 | 2 - 2  | SL Benfica |
| Vitória SC  | 0 - 1 | 1 - 4 | 1 - 3  | FC Porto   |

| Match aller     | Sporting CP                 | 2 - 1   | SL Benfica  | Estádio José Alvalade XXI, Lisbonne              |                                                  |
| 29 février 2024 | Gonçalves 9e · Gyökeres 54e | (1 - 0) | 69e Aursnes | Spectateurs : 45 393 Arbitrage : Fábio Veríssimo | Spectateurs : 45 393 Arbitrage : Fábio Veríssimo |
| 29 février 2024 | Rapport                     |         |             | Spectateurs : 45 393 Arbitrage : Fábio Veríssimo | Spectateurs : 45 393 Arbitrage : Fábio Veríssimo |

| Match retour | SL Benfica               | 2 - 2   | Sporting CP                 | Estádio da Luz, Lisbonne                       |                                                |
| 2 avril 2024 | Otamendi 53e · Silva 64e | (0 - 0) | 47e Hjulmand · 55e Paulinho | Spectateurs : 59 113 Arbitrage : João Pinheiro | Spectateurs : 59 113 Arbitrage : João Pinheiro |
| 2 avril 2024 | Rapport                  |         |                             | Spectateurs : 59 113 Arbitrage : João Pinheiro | Spectateurs : 59 113 Arbitrage : João Pinheiro |

| Match aller  | Vitória SC | 0 - 1   | FC Porto | Estádio D. Afonso Henriques, Guimarães        |                                               |
| 3 avril 2024 |            | (0 - 0) | 52e Pepê | Spectateurs : 18 103 Arbitrage : Nuno Almeida | Spectateurs : 18 103 Arbitrage : Nuno Almeida |
| 3 avril 2024 | Rapport    |         |          | Spectateurs : 18 103 Arbitrage : Nuno Almeida | Spectateurs : 18 103 Arbitrage : Nuno Almeida |

| Match retour  | FC Porto                                       | 3 - 1   | Vitória SC  | Estádio do Dragão, Porto                           |                                                    |
| 17 avril 2024 | Taremi 26e (pen.) · Conceição 45+5e · Pepê 75e | (2 - 1) | 1re Freitas | Spectateurs : 30 609 Arbitrage : Artur Soares Dias | Spectateurs : 30 609 Arbitrage : Artur Soares Dias |
| 17 avril 2024 | Rapport                                        |         |             | Spectateurs : 30 609 Arbitrage : Artur Soares Dias | Spectateurs : 30 609 Arbitrage : Artur Soares Dias |

## Finale
| 26 mai 2024 | FC Porto                           | 2 - 1                 | Sporting CP   | Estádio Nacional do Jamor, Oeiras |                             |
| 18:15       | Evanilson 25e · Taremi 100e (pen.) | (1 - 1, 1 - 1, 2 - 1) | 20e St. Juste | Arbitrage : Fábio Veríssimo       | Arbitrage : Fábio Veríssimo |
| 18:15       | Rapport                            |                       |               | Arbitrage : Fábio Veríssimo       | Arbitrage : Fábio Veríssimo |